# Comuna Stețeva, Sneatîn
Stețeva (în ucraineană Стецева) este o comună în raionul Sneatîn, regiunea Ivano-Frankivsk, Ucraina, formată din satele Stețeva (reședința) și Stețivka.

## Demografie
Componența lingvistică a comunei Stețeva
     Ucraineană (99,5%)
     Alte limbi (0,5%)
Conform recensământului din 2001, majoritatea populației comunei Stețeva era vorbitoare de ucraineană (99,5%), existând în minoritate și vorbitori de alte limbi.